# Palazzo Alfieri
O Palazzo Alfieri é um palácio de Asti muito conhecido como casa natal do poeta Vittorio Alfieri. O edifício, em estilo barroco, fica situado no Corso Alfieri (no rione Cattedrale), e é sede do Centro Nazionale Studi Alfieriani (Centro Nacional de Estudos Alfierianos).

## História
O palácio, de implantação seguramente medieval, passou para a posse da família Alfieri em finais do século XVII, como atesta um acto notarial datado de 1696. No entanto, Gabiani, no seu livro "le torri, le case-forti ed i Palazzi medievali in Asti" ("As torres, as casas-fortes e os palácios medievais em Asti"), editado em 1906, documenta a posse por aquela família já no início do século XVII.
Bera, no seu livro "Asti, edifici e palazzi del medioevo" ("Asti, edifícios e palácios da Idade Média"), de 2004, traça a hipótese de, antigamente, o palácio ser uma densa série de edifícios medievais pertencentes à família Cacherano, fortemente radicada no quarteirão em frente.
Em 1736, a família decidiu-se pela reestruturação do edifício por obra do arquitecto Benedetto Alfieri.
No século XIX, o palácio pertenceu por longo tempo à família Colli di Felizzano, uma vez que a filha de Giulia Alfieri, Marianna Cristina (neta do poeta), havia casado com Luigi Colli Ricci, Conde de Solbrito e Marquês de Felizzano.
Os últimos traços medievais desapareceram no início do século XX, no seguimento dos trabalhos destinados a transformar o edifício em museu e à construção da Biblioteca cívica por obra do Conde Leonetto Ottolenghi. Em particular, a ala este do palácio manteve até àquele momento um salão com tecto em caixotões com frisos setecentistas representando feitos heráldicos da família. Por outro lado, na parte voltada para a Piazza Cairoli foram demolidos alguns edifícios rústicos de serviço, sendo construida a fachada oeste retomando as características da fachada principal.
O Conde Ottolenghi doou o palácio à Comuna de Asti, a qual empreedeu outras renovações em 1923 (restauro de duas câmaras no andar nobre e colocação do busto de Vittorio Alfieri no pátio), 1939, 1949 e 1958.

## Arquitectura
Arquitectonicamente, o projecto é muito semelhante ao do Palazzo Ottolenghi (outra obra alfieriana). Apresenta-se como um paralelipípedo com uns cinquenta metros de comprimento que se estende pelo Corso Alfieri. A fachada é imponente, com uma longa série de janelas no andar nobre (piano nobile), interrompida na parte central, a qual é avançada e contém o portão circundado por lesenas colmeadas. Sobre o portão está situada uma varanda côncava com uma janela vidrada em arco, a qual por sua vez está encimada por um tímpano com volutas.
No interior, um átrio central desenvolve-se simetricamente à direita, com uma escadaria que conduz a uma ala transversal, e à esquerda, com ala principal do palácio (vinte e dois metros de comprimento).
Além do pequeno átrio, existe ali um pátio trapezoidal de forte impacto cenográfico. As paredes laterais do pátio convergem para um fundo côncavo central, ligado por duas paredes laterais inclinada para fora. Todas as facetas arquitectónicas do pátio acrescentam e enfatizam a estrutura. Ainda existem ali duas pequenas portas laterais; uma à direita, que leva à ala transversal do palácio, e outra à esquerda, que se abre para o jardim.
O andar nobre compreende os aposentos e a câmara natal de Vittorio Alfieri, o qual viveu nesta casa até aos cinco anos de idade.
Nas caves do palácio encontrava-se a cozinha e quatro adegas, das quais a que está voltada para o Corso Alfieri era denominada "do vinho branco".

## O Museu Alfieriano

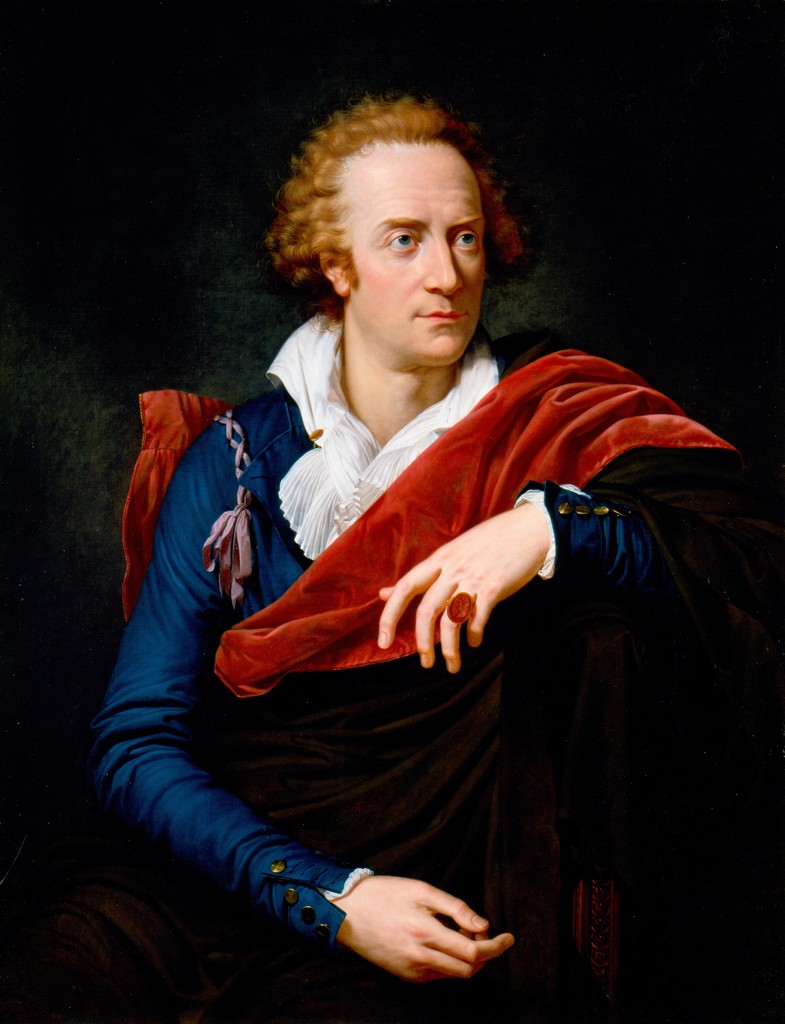
Vittorio Alfieri

Actualmente, o museu está fechado para reestruturação. É formado por uma dezena de salas do andar nobre, as quais conservam os mobiliários originais, incluindo o apartamento do poeta e a câmara natal.
Por outro lado, estão presentes umas oitenta gravuras e litografias realizadas entre o século XVIII e o século XIX, a maior parte derivadas dos famosos retratos de François-Xavier Fabre e provenientes da colecção Giovanni Montersino.
O museu também apresenta trajes, esboços e documentos teatrais de obras de tragédia, além de algumas relíquias e curiosidades, como por exemplo uma madeixa dos cabelos do poeta e outros objectos de uso quotidiano que a Condessa de Albany, sua amante, conervou zelosamente.
Também estão presentes algumas pinturas: na câmara do estúdio, o " Retrato de Vittorio Alfieri ", oferecido pelo poeta a sua irmã Giulia. Pintado por Francois-Xavier Fabre em 1797, é talvez o mais famoso e próximo do seu aspecto real entre os retratos de Alfieri. 
Na câmara natal do poeta encontram-se o "Retrato de Marianna Monica Maillard di Tournon", mãe de Vittorio, e o "Retrato d Giulia Alfieri", ambos de autores desconhecidos. 
Na sala de estar encontra-se o "Retrato da Condessa de Albany", cópia de Edouard Marsal de um original de Fabre datado de 1796, e o "Édipo", pintado por Fabre em Florença no ano de 1817. No quadro também está retratado Pirro, o cão da Condessa de Albany. A pintura esteve exposta no "Salon" de Paris de 1827.